# 庫爾塔梅什區

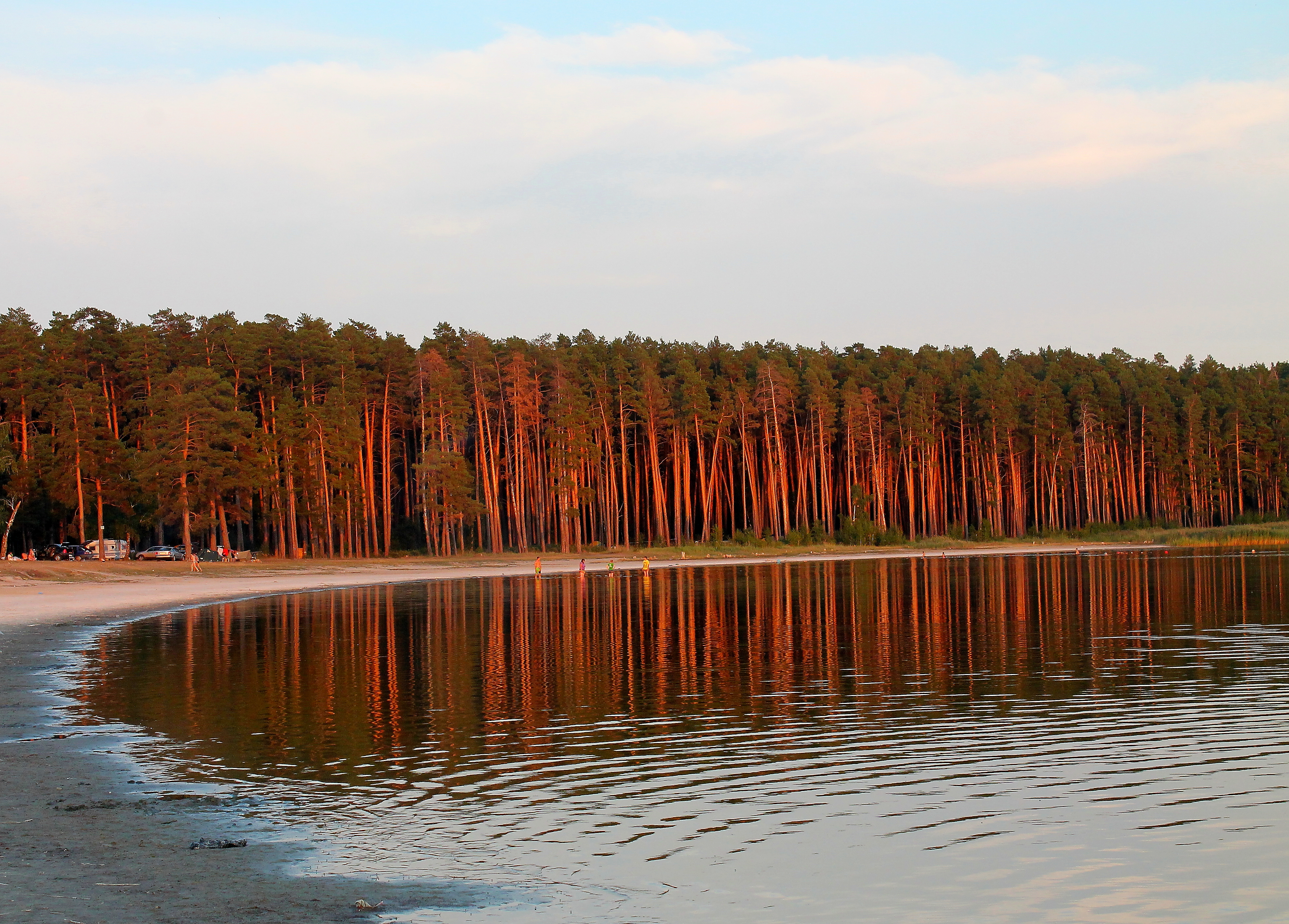

54°54′00″N 64°26′00″E / 54.9000°N 64.4333°E
庫爾塔梅什區（俄语：Куртамышский район），是俄羅斯的一個區，位於該國南部，由庫爾干州負責管轄，面積3,950平方公里，2010年人口32,155，人口密度每平方公里8.14人。